# Campodea scopigera
Campodea scopigera är en urinsektsart som beskrevs av Otto Conde och Thomas 1957. Campodea scopigera ingår i släktet Campodea och familjen Campodeidae. Inga underarter finns listade.